# Anolis princeps
Anolis princeps — вид ігуаноподібних ящірок родини анолісових (Dactyloidae). Мешкає в Еквадорі і Колумбії.

## Поширення і екологія
Anolis princeps мешкають на тихоокеанських низовинах і в західних передгір'ях Анд на південному заході Колумбії та на північному заході Еквадору. Вони живуть у вологих тропічних лісів.